# 好撒瑪利亞人醫院 (聖荷西)
好撒瑪利亞人醫院是一所位於美國加利福尼亞州聖荷西的醫院，自1996年起由美國醫院集團擁有。

## 榮譽
好撒瑪利亞人醫院是美國首五所主要中風中心（Primary Stroke Center）之一。